# Super Kirby Clash
Super Kirby Clash (スーパーカービィハンターズ?, Sūpā Kābyi Hantāzu, Super Kirby Haunters) è un videogioco free-to-play appartenente alla serie Kirby sviluppato da HAL Laboratory e pubblicato nel 2019 da Nintendo per Nintendo Switch.